# Дыши (альбом)
«Дыши» — концертный альбом группы «Lumen». Записан в 2006 году. В альбом вошло 19 композиций. В своей рецензии на альбом обозреватель Intermedia, Алексей Мажаев, отмечал «бешеную энергетику», высокое качество звучания и профессионализм музыкантов, «способный поднять любой зал». К минусам он отнес скудное содержание и оформление DVD-издания.
Кавер-версия песни «Думаешь нет — говоришь да» изначально записана для трибьют-альбома «Наивные песни» (2005) группе «НАИВ».

## Список композиций
| №   | Название                    | Длительность |
| --- | --------------------------- | ------------ |
| 1.  | «Intro»                     | 1:58         |
| 2.  | «В бетонной коробке»        | 3:14         |
| 3.  | «С-4»                       | 2:51         |
| 4.  | «Волк»                      | 2:52         |
| 5.  | «Свобода»                   | 3:20         |
| 6.  | «Не зову»                   | 2:44         |
| 7.  | «Назови мне своё имя»       | 3:51         |
| 8.  | «Не спеши»                  | 3:45         |
| 9.  | «Сколько»                   | 3:35         |
| 10. | «Дыши»                      | 3:11         |
| 11. | «Думаешь нет - говоришь да» | 3:20         |
| 12. | «Зубы»                      | 3:55         |
| 13. | «Государство»               |              |
| 14. | «02 (Благовещенск)»         |              |
| 15. | «2000 лет»                  | 2:30         |
| 16. | «Небеса»                    | 4:55         |
| 17. | «Сид и Нэнси»               |              |
| 18. | «Fuck off»                  |              |
| 19. | «Харакири»                  |              |

Кроме того, в подарочное издание были дополнительно включены три записи: «Между строчек», «Детки» и «Котёнки».